# Nico Emonds
Nico Emonds (* Hasselt, 4 de abril de 1961). Foi um ciclista belga, profissional entre 1983 e 1996, cujo maior sucesso desportivo conseguiu-o na Volta a Espanha, onde conseguiria 1 vitória de etapa na edição de 1996 militando na equipa do Teka.

## Palmarés
| 1981 - 4 Dias de Hainaut Ocidental 1982 - Paris-Troyes 1984 - 1 etapa na Volta a Galiza 1986 - 1 etapa no Tour de Romandia - Volta a Bélgica e 1 etapa 1989 - 1 etapa na Volta a Catalunha | 1990 - 1 etapa na Volta a Espanha - Volta a Aragão - 1 etapa na Volta a Galiza 1993 - Flèche Hesbignonne 1994 - Circuit de l'Escaut - Flèche Hesbignonne |